# Campeonato Sergipano de Futebol de 1950
O Campeonato Sergipano de Futebol de 1950 foi a 27º edição da divisão principal do campeonato estadual de Sergipe. O campeão foi o Passagem que conquistou seu primeiro e único título na história da competição.

## Premiação
| Campeonato Sergipano de 1950 |
| Aracaju                      |
| ---------------------------- |
| Passagem Campeão (1º título) |